# La Petite Boutique des horreurs (film, 1960)
Pour les articles homonymes, voir La Petite Boutique des horreurs.
Pour plus de détails, voir Fiche technique et Distribution.
La Petite Boutique des horreurs (The Little Shop of Horrors) est un film américain réalisé par Roger Corman, sorti en 1960.

## Synopsis

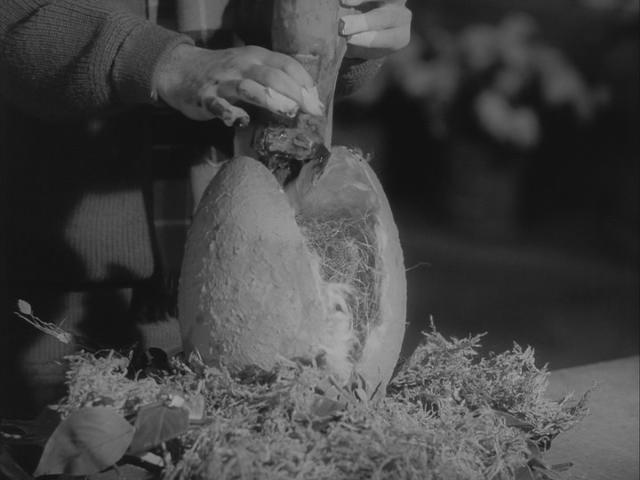
Audrey Junior, la plante carnivore.

Le jeune Seymour, employé d'un minable fleuriste, Gravis Mushnik, est propriétaire d'une mystérieuse plante qu'il a baptisé Audrey Junior par amour pour Audrey, sa jolie collègue de travail. Mais la plante se nourrit de sang humain, parlant pour réclamer sa nourriture et grandissant de façon inquiétante : elle devient très vite une attraction touristique. Bientôt, Seymour est obligé de lui fournir de nombreuses victimes et se retrouve pourchassé par la police.

## Fiche technique
- Titre : La Petite Boutique des horreurs
- Titre original : The Little Shop of Horrors
- Réalisation : Roger Corman
- Scénario : Charles B. Griffith
- Musique : Fred Katz et Ronald Stein (non crédité)
- Photographie : Archie R. Dalzell et Vilis Lapenieks (non crédité)
- Montage : Marshall Neilan Jr.
- Production : Roger Corman
- Société de distribution : The Filmgroup Inc.
- Pays de production :  États-Unis
- Langue originale : anglais
- Format : noir et blanc - 1,37:1 - 16 mm - mono
- Genre : comédie horrifique
- Durée : 70 minutes
- Dates de sortie :
  - États-Unis : 5 août 1960
  - France : 1er juillet 1970

## Distribution
- Jonathan Haze : Seymour Krelboyne
- Jackie Joseph : Audrey Fulquard
- Mel Welles : Gravis Mushnik
- Dick Miller : Burson Fouch
- Myrtle Vail : Winifred Krelboyne
- Tammy Windsor : adolescente
- Toby Michaels : adolescente
- Leola Wendorff : Siddie Shiva
- Lynn Storey : Mme Hortense Feuchtwanger

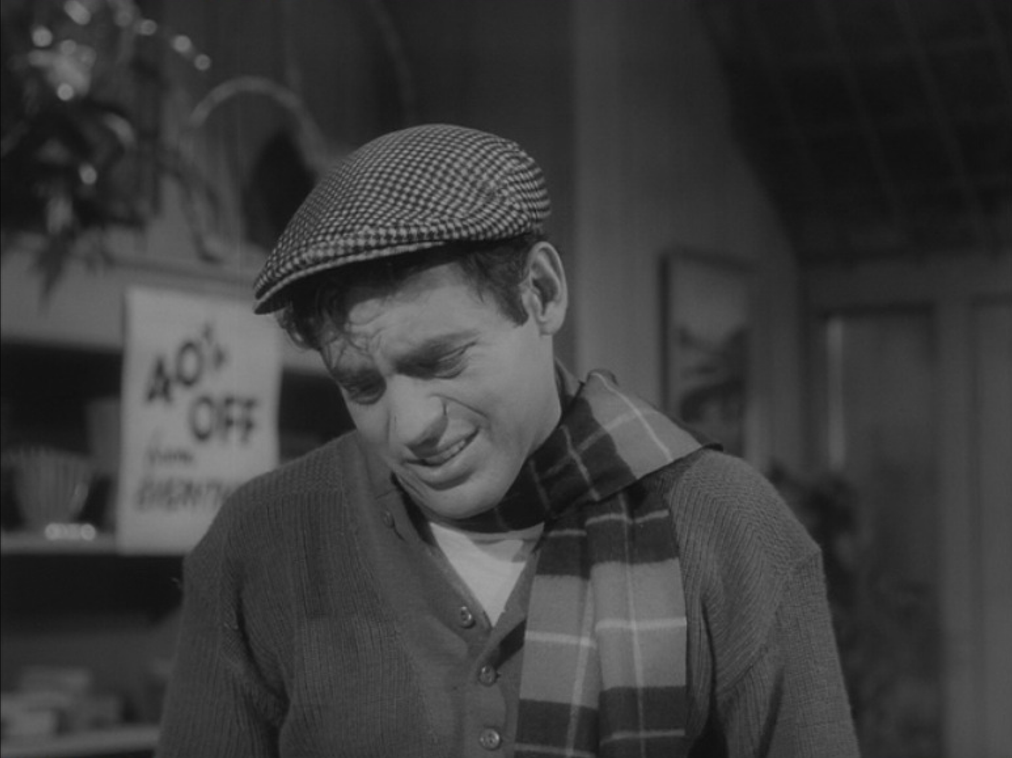
Jonathan Haze
(Seymour Krelboyne)

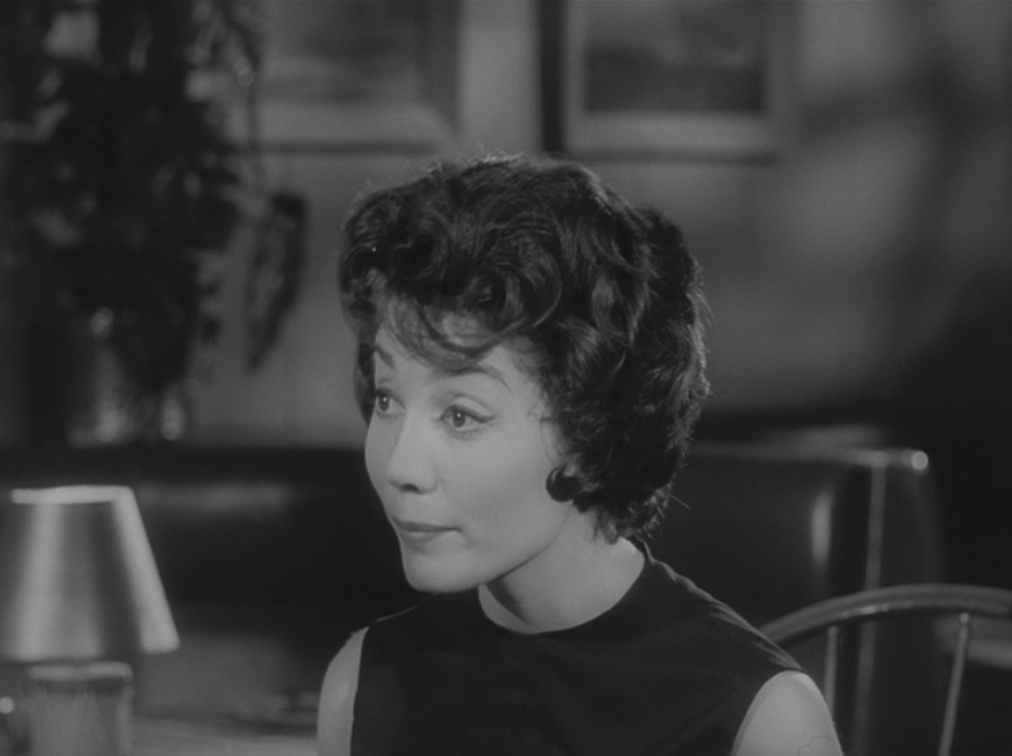
Jackie Joseph
(Audrey Fulquard)

- Wally Campo : inspecteur Joe Fink / Narrateur
- Jack Warford : inspecteur Frank Stoolie
- Meri Welles : Leonora Clyde
- John Herman Shaner : Dr Phoebus Farb
- Jack Nicholson : Wilbur Force
- Dodie Drake : serveuse

## Autour du film
- Le film a été tourné en seulement un peu plus de deux jours (28 et 29 décembre 1959, auxquels s'ajoutent des scènes en extérieur réalisées durant deux week-ends successifs[1]) avec un petit budget de 27 000 dollars américains. Roger Corman a en effet l'idée de réutiliser des décors en passe d'être démontés. Le film a inspiré la comédie musicale Little Shop of Horrors de 1982 et un nouveau film en 1986 : La Petite Boutique des horreurs.
- Jack Nicholson, en masochiste loufoque, fait sa troisième apparition à l'écran dans une courte mais mémorable scène.